# Manganell
Un manganell (similar al fonèvol i a l'almanjanec) era una màquina de guerra usada en els setges de ciutats emmurallades i castells durant l'edat mitjana. Malgrat que no eren especialment precisos, eren capaços de llançar projectils fins a 400 metres de distància. El manganell no tenia la mateixa exactitud i abast que el trabuquet (inventat posteriorment, poc abans del descobriment i ús extensiu de la pólvora).
Té la mateixa etimologia del mot almanjanec, –aquest va passar per l'àrab– i ambdós provenen via el llatí manganum de la paraula grega magganon, que vol dir «enginy de guerra».
Fou usada per primer cop durant els setges medievals. Malgrat això, el tipus exacte de màquina descrita amb el nom de manganell és encara motiu de discòrdia. El manganell és descrit com una versió medieval de la catapulta anomenada onagre de l'època romana. Aquesta era una catapulta amb un únic braç de torsió que tensava la corda on anava subjectat el projectil. La força de l'onagre prové de la tensió de les cordes torçades, similar al funcionament de la balista encara que aquesta té dos braços i l'onagre tan sols en tenia un.